# Цилијарни ганглион
Цилијарни ганглион (лат. ganglion ciliare) је парасимпатички ганглион, који је придодат офталмичком живцу. Смештен је на спољашњој страни видног живца у очној дупљи, а има облик мале четвртасте плочице сиве боје. Димензије ганглиона износе 1-2 mm и у његов састав улази приближно 2500 неурона. На њему се описују доводна или преганглијска и одводна или постганглијска влакна.

## Доводна влакна
Доводна влакна цилијарног ганглиона су:
- спојнична грана са цилијарним ганглионом (лат. ramus communicans cum ganglione ciliari), која потиче од назоцилијарног нерва и доноси у ганглион сензитивна и делимично симпатичка влакна из унутрашњег каротидног сплета;
- окуломоторни корен (лат. radix oculomotoria), који доноси парасимпатичка влакна из живца покретача ока и
- симпатичка грана за цилијарни ганглион (лат. ramus sympaticus ad ganglionare ciliari), која такође потиче из унутрашњег каротидног сплета и доноси у ганглион симпатичка влакна.[2]

## Одводна влакна
Одводна влакна ганглиона чини 5-6 кратких цилијарних живаца (лат. nervi ciliares breves). Они се пружају од ганглиона право унапред око оптичког нерва, пробијају беоњачу и инервишу фиброзну и судовну опну очне јабучице и два мишића унутар ње: мишић сфинктер зенице и мишић дилататор зенице.